# Bal der Bals
Bal der Bals was een Belgisch muziekfestival in Gent dat elektronische muziek programmeert in verschillende podia. Het festival ging jaarlijks door tijdens het eerste weekend van mei. De eerste editie vond plaats in 2009 te Zottegem en de recentste editie in Flanders Expo te Gent. Bal der Bals, een evenement van Mathieu De Ruyck, was onderverdeeld in meerdere area's met 25+ dj's. In 2013 waren er ongeveer 8.000 bezoekers.

## Namen

#### 2009
Benjamin Bates, Regi

#### 2010
Dimitri Vegas & Like Mike

#### 2011
Sidney Samson, Felix Da Housecat

#### 2012
DJ Antoine, Robert Abigail

#### 2013
Alex Gaudino, Sam Sparro, Basto, Roul and Doors, Superfunk, Rune RK, DiMaro

#### 2014
Borgeous en Funk D